# Тихомль
Тихомль, Тихомель, Тихомля — исчезнувший древнерусский город на территории Белогорского района Хмельницкой области. В километре от исчезнувшего города — современное село Тихомель.

## История
Тихомль впервые упоминается в летописи под 1152 годом. Часто был предметом споров между Волынским и Галицким княжествами. Упоминается в связи с войной киевско-волынского князя Изяслава Мстиславича с галицким князем Владимирком Володаревичем. В Новое время на городище была построена крепость, от которой сохранилась башня-часовня XVI века, расположенная к югу от городища над склепом со сводчатым перекрытием. Перестроена в XVIII веке. Четырехугольная в плане, перекрыта сомкнутым сводом с декоративными башнями по углам, прямоугольными отверстиями в первом ярусе и овальными во втором (межъярусные перекрытия отсутствуют). В интерьере над окнами второго яруса сохранились фрагменты фресок. Представляет собой один из уникальных памятников, которые возникли как тип в XVI веке.